# Дівочі Сльози (Яремче)
Діво́чі Сльо́зи — водоспад в Українських Карпатах (масив Ґорґани). Розташований у межах Яремчанської міської громади Івано-Франківської області, на захід від міста Яремче.
Висота перепаду води — 1,7 м. Водоспад розташований на річці Жонка (ліва притока Пруту), в місце, де потік перетинає горизонтальний скельний пласт.
Водоспад розташований поруч з курортним містом Яремче та є легкодоступним, тому його часто відвідують туристи та відпочивальники. Вище по течії (150—200 м) розташований менш відомий водоспад Чоловічі Сльози.

## Світлини та відео

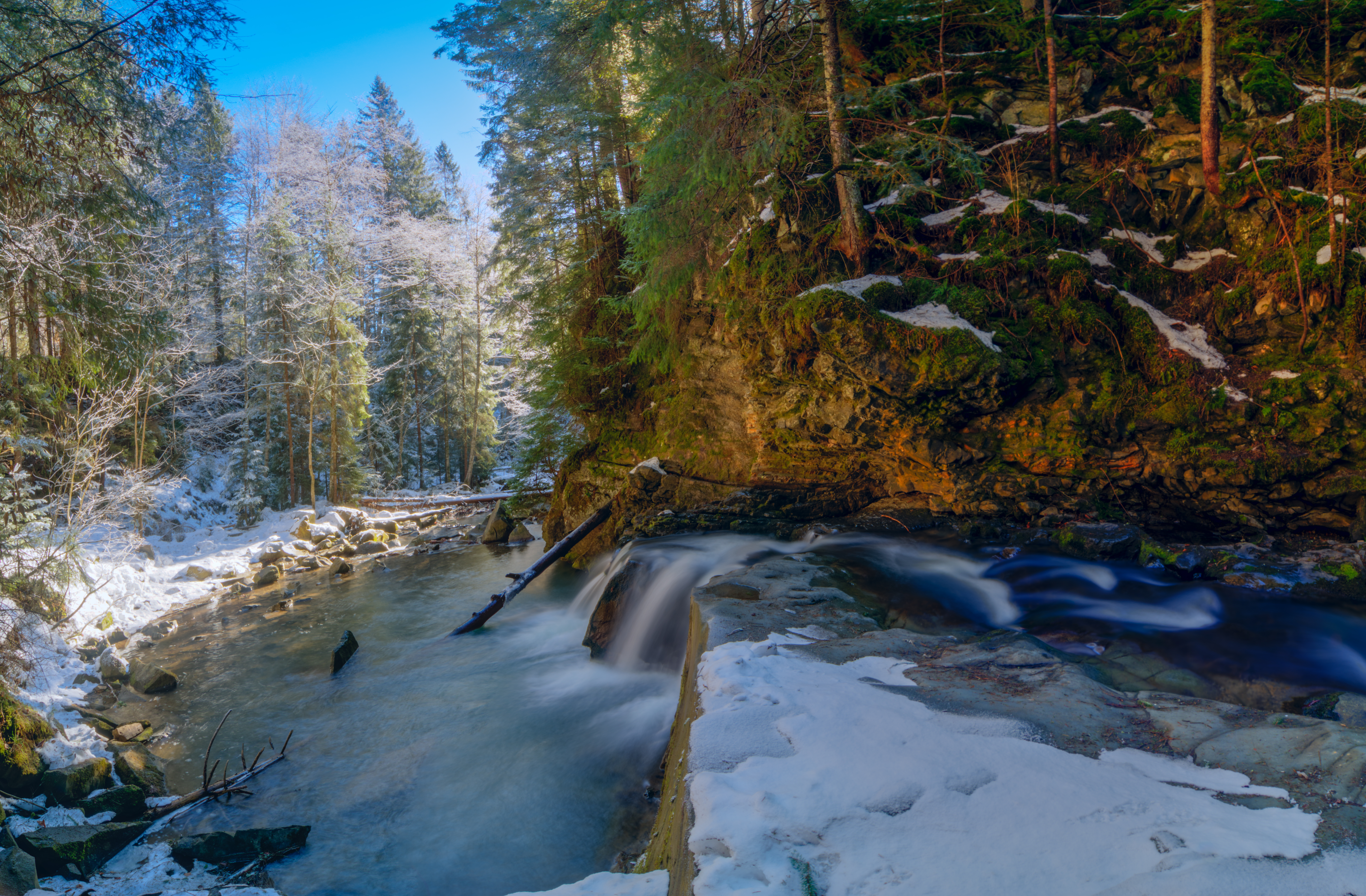
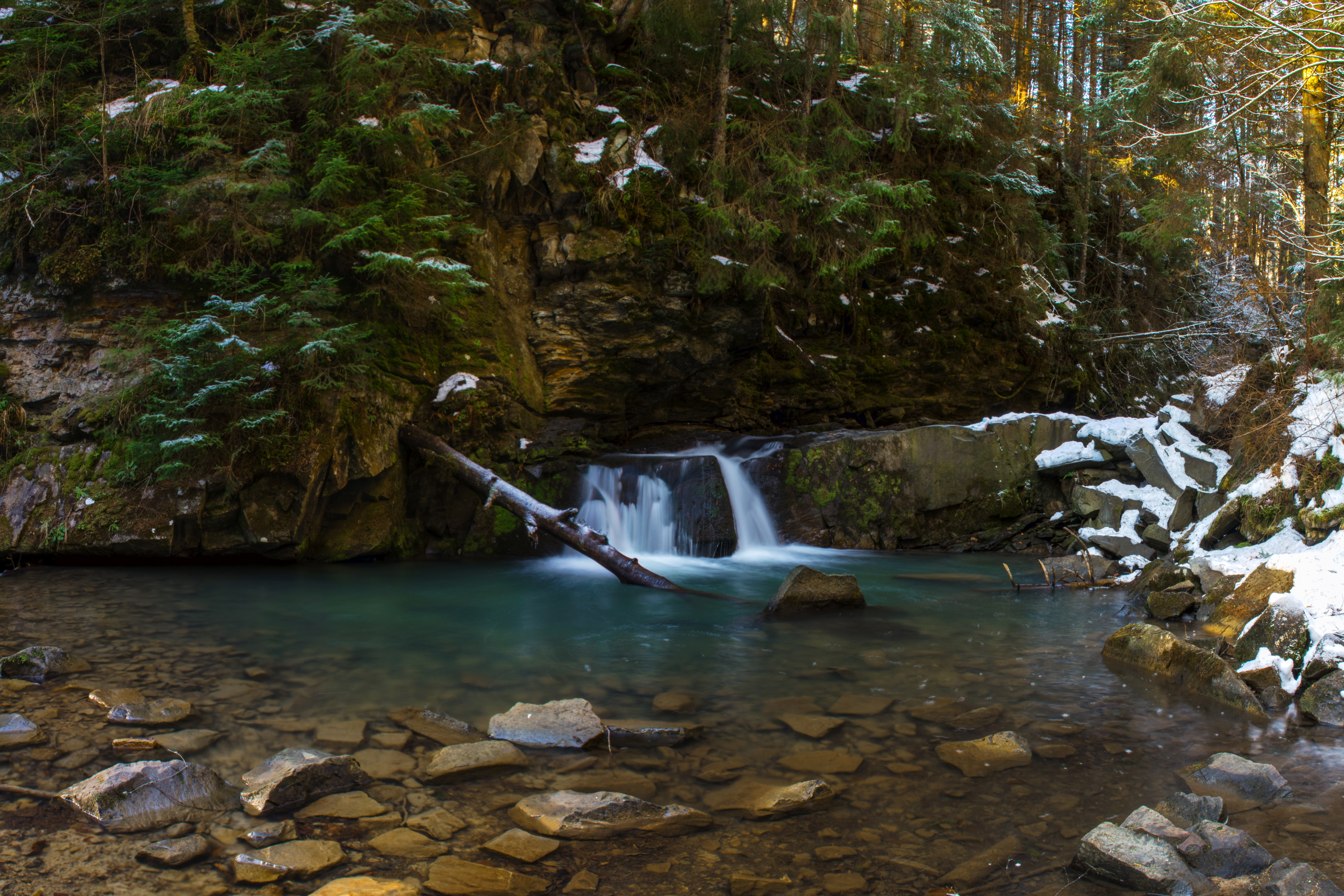
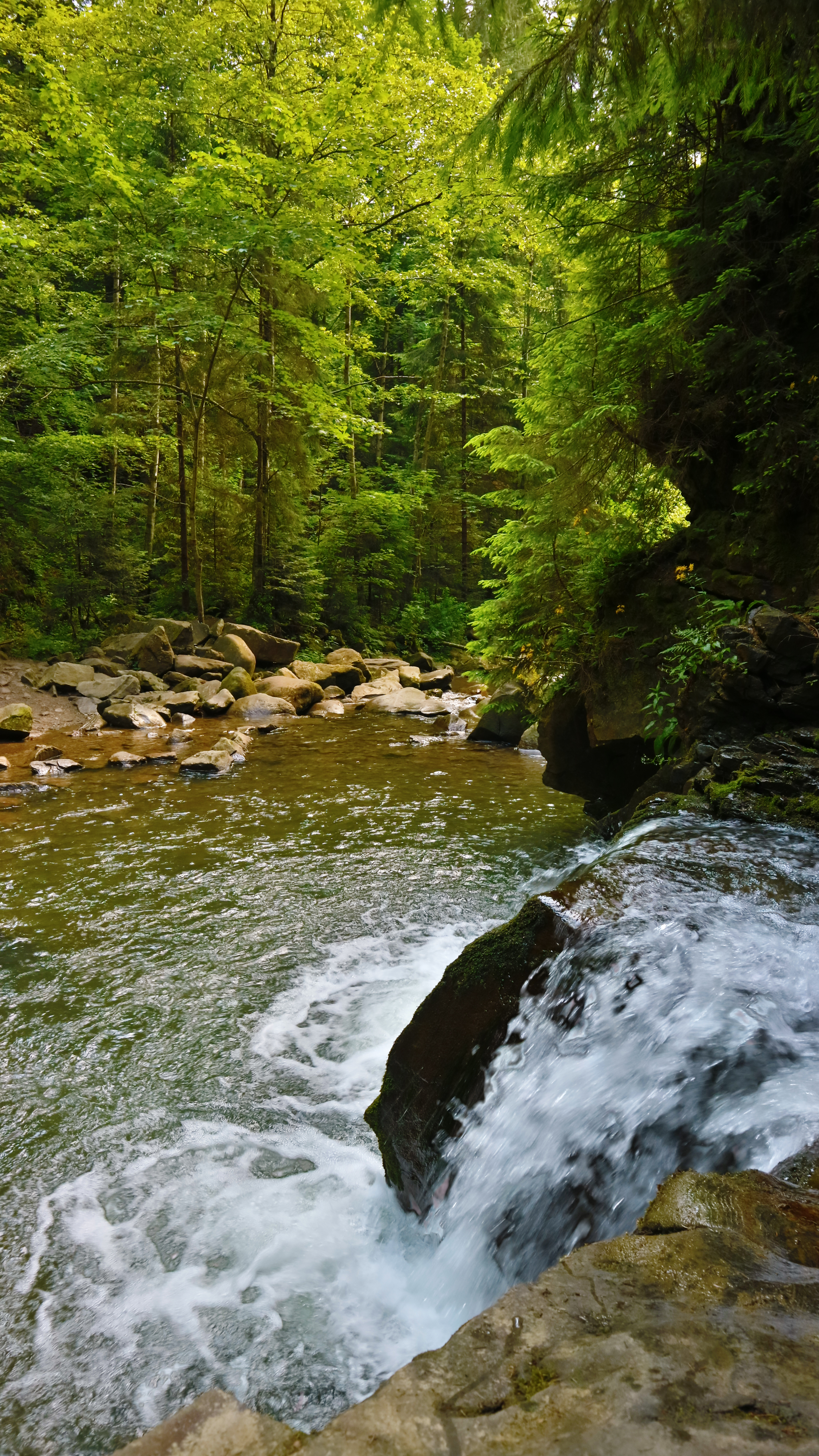
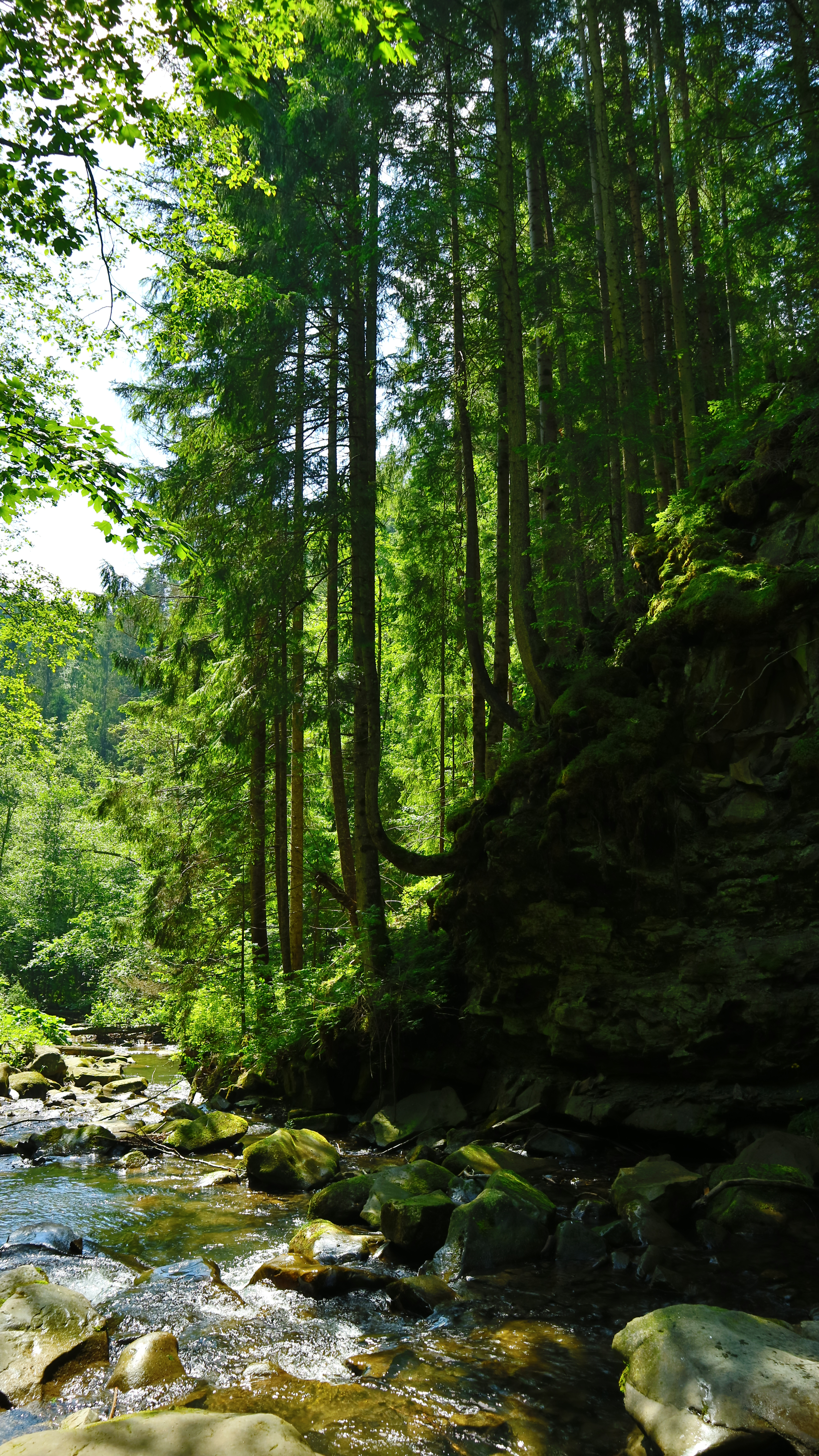